# Franz Grillparzer

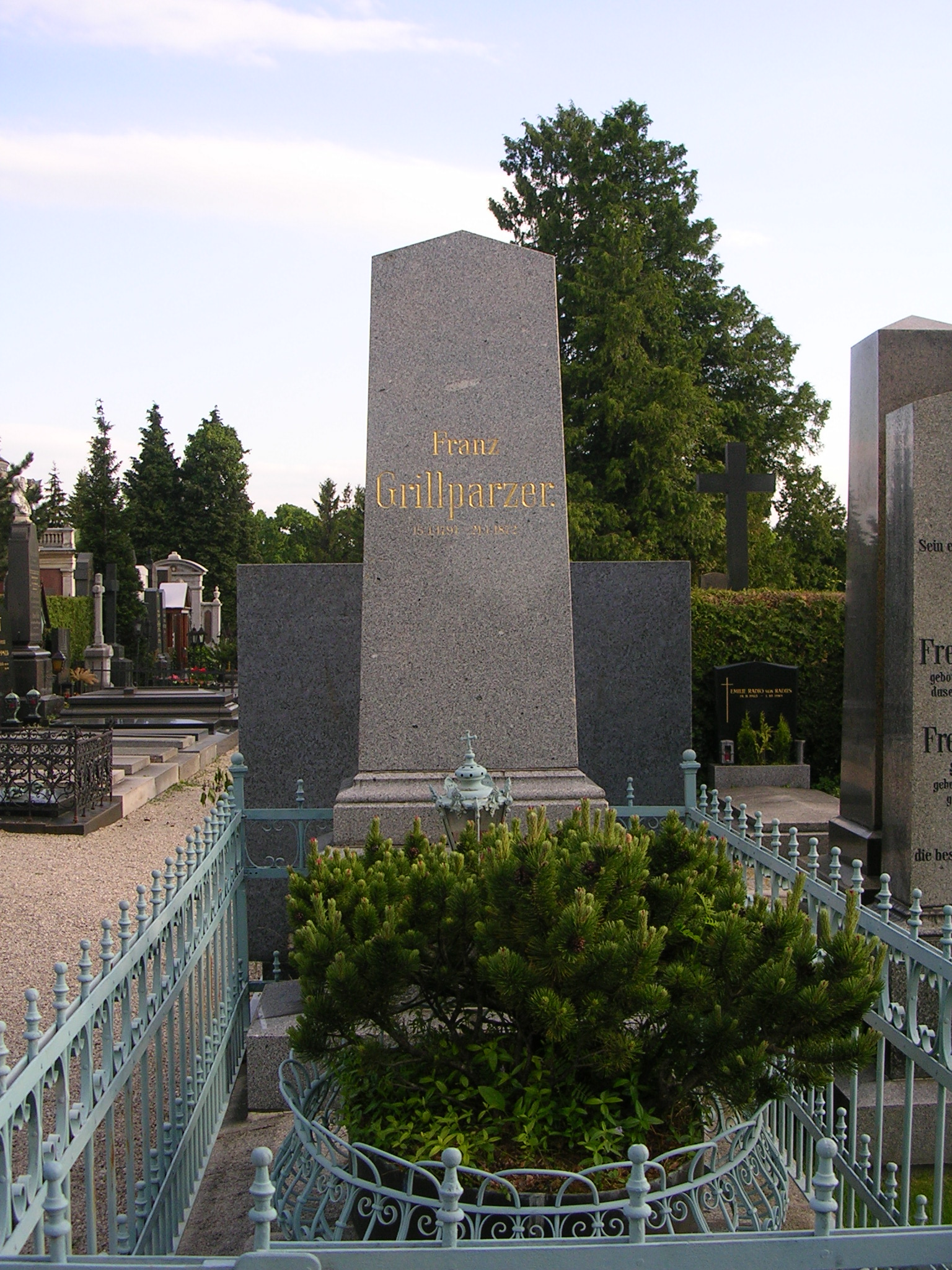
Nagrobek Franza Grillparzera

Franz Grillparzer (ur. 15 stycznia 1791 w Wiedniu, zm. 21 stycznia 1872 tamże) – austriacki dramatopisarz i prozaik. W swojej twórczości łączył elementy stylistyki klasycznej i romantycznej.

## Życiorys
Franz Grillparzer był najstarszym z czterech synów dworskiego adwokata Wenzela i Anny Grillparzer. Młody Grillparzer miał początkowo prywatnego nauczyciela, a od 1801 r. uczył się w wiedeńskim Anna-Gymnasium. Po zdanej maturze studiował od 1804 r. filozofię, a od 1807 r. prawo na uniwersytecie w Wiedniu. Na ten czas przypadł początek jego działalności literackiej. Od 1810 r. udzielał prywatnych lekcji, dwa lata później  został nauczycielem w domu hrabiego von Seilerna. W 1813 r. rozpoczął praktykę w bibliotece dworskiej, a w 1814  otrzymał posadę w cesarsko-królewskiej Kamerze Dworskiej.
W 1818 r. został kierownikiem literackim w Burgtheater.
W 1819 roku odbył podróż do Włoch. Z powodu zbyt późnego powrotu popadł w liczne kłopoty z przełożonymi. W trakcie podróży po Niemczech w roku 1826 poznał Ludwiga Tiecka, Georga Wilhelma Friedricha Hegla i Goethego, u którego przebywał od 29 września do 3 października 1826 roku. W Wiedniu Grillparzer spotykał się z Ludwigiem van Beethovenem, dla którego w 1823 r. napisał libretto do śpiewogry Melusina. Jego wspomnienia o Beethovenie należą do najważniejszych źródeł biografii tego kompozytora. Przez 40 lat przyjaźnił się z Adalbertem Stifterem. W latach 1832–1856 był dyrektorem archiwum Kamery Dworskiej. W 1843 r. rozpoczął dwumiesięczną podróż, która prowadziła przez Bratysławę, Budapeszt, Belgrad do Konstantynopolu i Aten. Rewolucja w Austrii w 1848 r. sprawiła, że stał się orędownikiem władzy państwa i cesarza. Od 1847 był członkiem Wiedeńskiej Akademii Nauk.
W 1856 r. jako radca dworu otrzymał pensję, która umożliwiła mu całkowite poświęcenie się pisarstwu.
Otrzymał wiele orderów (Krzyż Oficerski Orderu Leopolda, Order Maksymiliana, Order Guadalupe) oraz wyróżnień. W 1859 r. uniwersytet w Lipsku nadał mu tytuł doktora honoris causa. Tytuł dr h.c. przyznały mu też uniwersytety w Wiedniu, Grazu, Innsbrucku.
W 1861 został członkiem Izby Panów, ale po fatalnym upadku ze schodów w 1863 r., w wyniku którego prawie ogłuchł, zaczął wycofywać się z życia publicznego. W 1864 r. został honorowym obywatelem Wiednia.
Zmarł 21 stycznia 1872 r. w Wiedniu i został pochowany na cmentarzu Währinger Ortsfriedhof (obecnie Währinger Schubertpark). Po likwidacji cmentarza jego szczątki przeniesiono na cmentarz Hietzinger Friedhof i złożono w honorowym grobie. W 1872 r. jego życiowa partnerka ufundowała literacką nagrodę jego imienia Franz-Grillparzer-Preis, która do 1971 r. przyznawana była co trzy lata.

## Twórczość
Twórczość literacka Grillparzera pozostawała początkowo pod wpływami romantyków. Jego konserwatywne poglądy i przywiązanie do tradycji wskazują na przynależność twórczości Grillparzera do nurtu biedermeierowskiego. Widoczne są w niej jednak również nawiązania do literatury antycznej, do klasyki weimarskiej oraz barokowej dramaturgii hiszpańskiej.

### Wybrane utwory

#### Dramaty
- Blanka von Kastilien (1807–1809)
- Die Ahnfrau (1817)
- Sappho (1818)
- Das goldene Vlies (1819, trylogia)
  - 1. część: Der Gastfreund
  - 2. część: Die Argonauten
  - 3. część: Medea
- Melusina (1823) opera romantyczna. Muzyka: Conradin Kreutzer, prapremiera 1833
- König Ottokars Glück und Ende (1825)
- Ein treuer Diener seines Herrn (1830)
- Des Meeres und der Liebe Wellen (1831, Gra uczuć i fal morskich, 1885)
- Der Traum ein Leben (1834)
- Weh dem, der lügt! (1838, Biada kłamcy, 1902)
- Libussa (1848, Libusza, 1913)
- Ein Bruderzwist in Habsburg (1848)
- Esther (1848)
- Die Jüdin von Toledo (1855)

#### Nowele
- Das Kloster bei Sendomir (1817, Klasztor pod Sandomierzem, 1890)
- Der arme Spielmann (1848)

#### Inne
- Selbstbiographie (1853)
- Tagebücher